# Chimica teorica

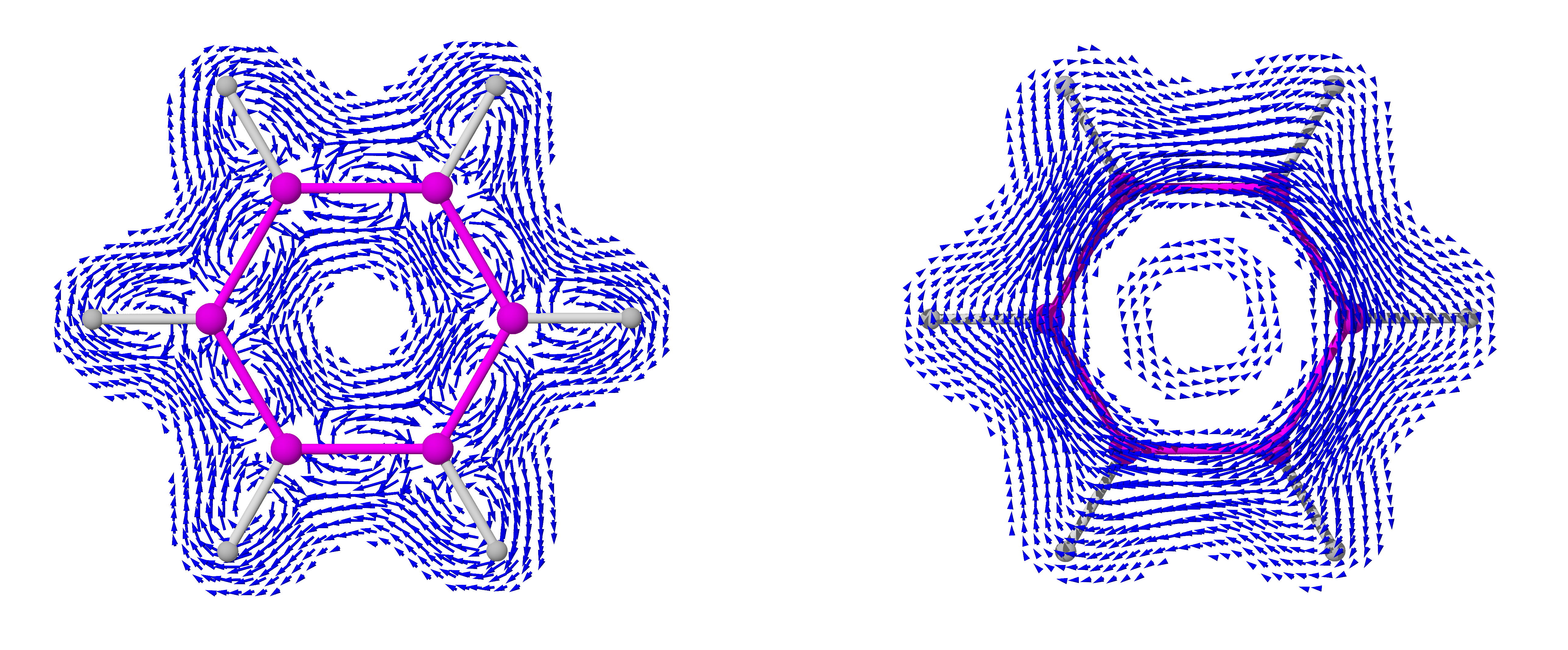
Rappresentazione dei vettori, ottenuti dopo calcolo quantomeccanico, della corrente di anello indotta nel benzene

La chimica teorica è la branca della chimica che si occupa di fornire i fondamenti teorici ai fenomeni chimici osservati. Fa un intenso uso dei principi della fisica e del calcolo matematico per la comprensione del legame chimico e delle reazioni chimiche.

## Campi di studio
Uno dei maggiori campi di studio nell'ambito della chimica teorica è rappresentato dalla chimica quantistica, disciplina che applica la meccanica quantistica ai problemi chimici utilizzando il formalismo quantomeccanico per l'interpretazione del legame chimico e la previsione teorica delle proprietà chimiche. La chimica computazionale permette di risolvere vari problemi, tra cui quelli posti dalla chimica quantistica, utilizzando algoritmi e applicazioni informatiche che consentono di risolvere calcoli alquanto complessi in modo relativamente agevole. 
Così, ad esempio, è possibile effettuare simulazioni di dinamica molecolare, calcoli dell'energia delle molecole tramite la meccanica molecolare, prevedere proprietà termodinamiche e spettroscopiche caratteristiche. La modellistica molecolare racchiude tutta la teoria e le tecniche utilizzate per descrivere e rappresentare una molecola.
Altri campi di interesse che riguardano la chimica teorica sono inerenti allo studio teorico della cinetica chimica, della meccanica statistica quale ponte tra le proprietà microscopiche e quelle macroscopiche manifestate da un sistema, e della chimica matematica con l'applicazione della teoria dei gruppi e della topologia nell'ambito della chimica.